# Brusník
Brusník (ungarisch Borosznok) ist eine Gemeinde im Süden der Slowakei mit 107 Einwohnern (Stand 31. Dezember 2024). Sie gehört zum Okres Veľký Krtíš, einem Kreis des Banskobystrický kraj.

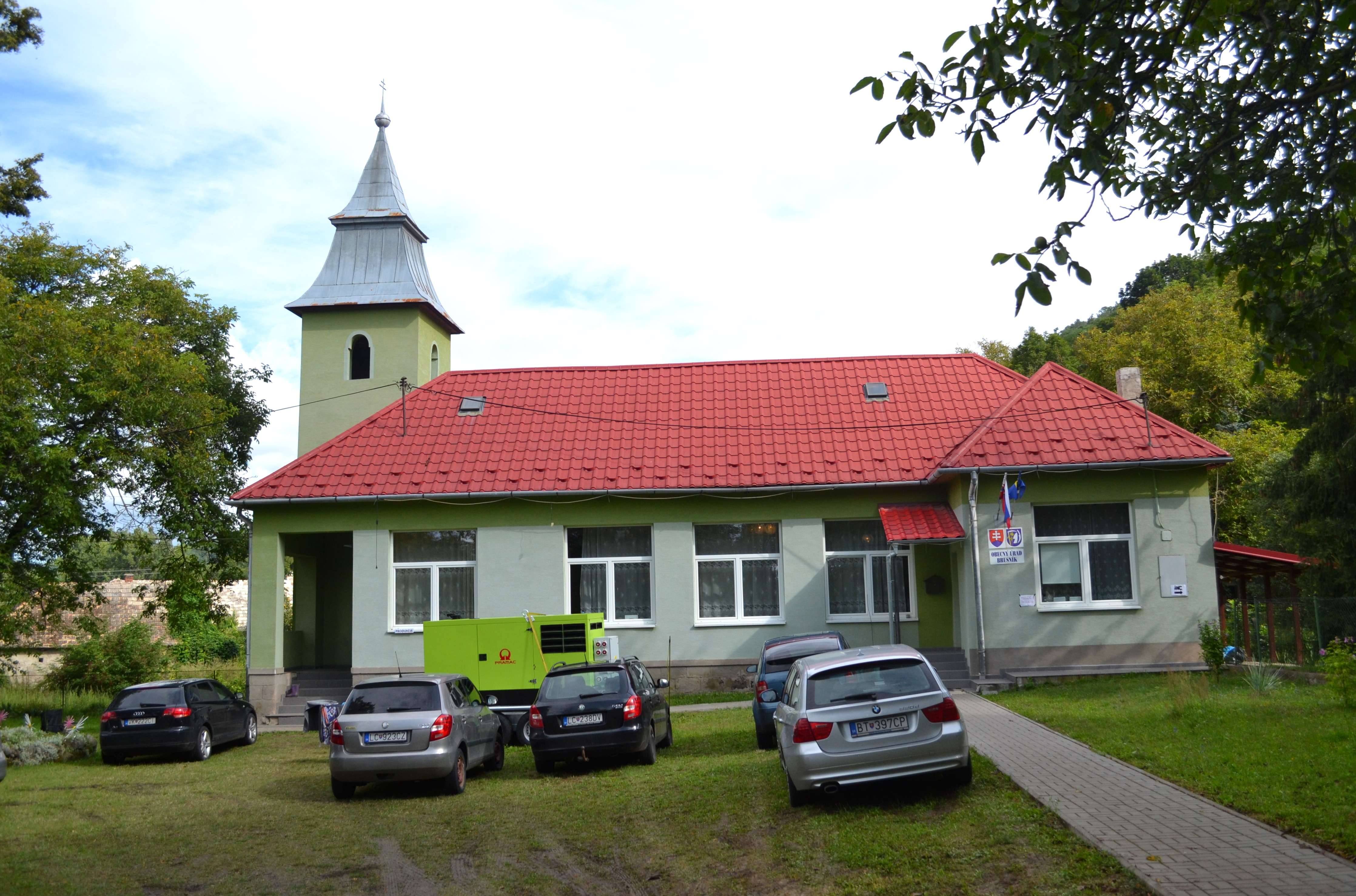
Gemeindeamt von Brusník

## Geographie
Die Gemeinde befindet sich im Ostteil der Hochebene Krupinská planina im Tal des Flüsschens Tisovník. Das Ortszentrum liegt auf einer Höhe von 230 m n.m. und ist 18 Kilometer von Veľký Krtíš entfernt.
Nachbargemeinden sind Senné im Westen und Norden, Pravica im Nordosten, Chrťany im Osten, Horná Strehová im Südosten und Slovenské Kľačany im Süden.

## Geschichte
Brusník wurde zum ersten Mal 1327 als Buruznuk schriftlich erwähnt und war jahrhundertelang Bestandteil der Herrschaft Szécsény, ab dem 18. Jahrhundert teilweise der Herrschaft Divín. 1715 gab es 11 Untertanen-Haushalte, 1828 zählte man 27 Häuser und 187 Einwohner, die als Landwirte und Winzer beschäftigt waren.
Bis 1918/1919 gehörte der im Komitat Neograd liegende Ort zum Königreich Ungarn und kam danach zur Tschechoslowakei beziehungsweise heute Slowakei. 

## Bevölkerung
| Jahr                | 1994 | 2004     | 2014     | 2024     |
| ------------------- | ---- | -------- | -------- | -------- |
| Anzahl der Personen | 99   | 89       | 119      | 107      |
| Unterschied         |      | −10,10 % | +33,70 % | −10,08 % |

| Jahr                | 2023 | 2024    |
| ------------------- | ---- | ------- |
| Anzahl der Personen | 112  | 107     |
| Unterschied         |      | −4,46 % |

Gemäß der Volkszählung 2011 wohnten in Brusník 105 Einwohner, alle davon Slowaken.
55 Einwohner bekannten sich zur Evangelischen Kirche A. B. und 43 Einwohner zur römisch-katholischen Kirche. Zwei Einwohner waren konfessionslos und bei fünf Einwohnern wurde die Konfession nicht ermittelt.

## Bauwerke
- Glockenturm aus dem Jahr 1772

## Verkehr
Durch Brusník führt die Straße 2. Ordnung 591 zwischen Vígľaš und Slovenské Kľačany (Anschluss an die Straße 1. Ordnung 75) beziehungsweise Dolná Strehová.